# 埃及艳后 (成人电影)
《埃及艳后》是Private Media Group的一部成人电影。

## 剧情
电影剧情开始于公元前51年，克利奥帕特拉和凯撒大帝在亚历山大。一小时后镜头切换到2003年，阿斯特拉公司的科学家正试图从金字塔中的克利奥帕特拉特拉木乃伊中获取DNA样本来复活克利奥帕特拉。之所以会出现影片中的剧情，原因是传闻克利奥帕特拉贪得无厌的性欲。

## 奖项
- 2003 年：维纳斯奖– 欧洲最佳电影
- 2003年：帝国奖-最佳外语片DVD
- 2004 年： AVN 奖– 最佳导演 – 外语片

## 其他
该片在埃及金字塔、尼罗河、开罗、卢克索等地取景。剧情仅仅使用了历史人物的名字和历史背景。这部电影与真实的历史人物无关。其实克利奥帕特拉既没有被埋葬在金字塔中，也没有被当作希腊人制成木乃伊。
为了这部电影，制作公司首次创建了一家经过精心设计的网站，提供了有关电影和演员的详细信息。这个网站在制作和外观上与一般的电影制作相当。

## 延续
《克利奥帕特拉二世 - 爱神传说》是故事的真实延续，再次由安东尼奥·阿达莫斯执导，朱莉娅·泰勒饰演克利奥帕特拉。
1. ↑  Adamo, Antonio; Eden, Bobbi; Angel, Laura, , Fraserside Holdings Ltd., Private Media Group, 2003-10-23  [2023-12-31], （原始内容存档于2024-05-03）